# Goldschmidt (månkrater)
Goldschmidt är en nedslagskrater på månen. Goldschmidt har fått sitt namn efter den tyske astronomen Hermann Goldschmidt.

## Satellitkratrar
| Goldschmidt | Latitud | Longitud | Diameter |
| ----------- | ------- | -------- | -------- |
| A           | 72.5° N | 2.5° V   | 7 km     |
| B           | 70.6° N | 6.7° V   | 10 km    |
| C           | 71.1° N | 6.0° V   | 7 km     |
| D           | 75.3° N | 7.7° V   | 14 km    |